# Xenagoniates bondi
Xenagoniates bondi, vrsta južnoameričke slatkovodne ribe koja živi u bazenu rijeke Orinoco. Pripada porodici Characidae, red Characiformes, i jedino je predstavnik roda Xenagoniates. Klasificirao ju je i opisao Myers, 1942.
Naraste do 6 centimera dužine. od narodnih naziva za nju postoje engleski (Long-finned glass tetra), finski (Kultalasitetra), njemački (Goldstirn-Glassalmler), i dva mandarinska.

## Vanjske poveznice
- Xenagoniates bondi (Glass Tetra)  Arhivirana inačica izvorne stranice od 12. ožujka 2021. (Wayback Machine)
- slika  Arhivirana inačica izvorne stranice od 4. ožujka 2016. (Wayback Machine)